# 滑川市立北加積小学校
滑川市立北加積小学校（なめりかわしりつ きたかづみしょうがっこう）は富山県滑川市中塚にある公立小学校。

## 沿革
- 1873年（明治6年）- 栃山七口新町の本龍寺を校舎として七口小学校を創立。[2]
- 1887年（明治20年）- 稲泉村に校舎を新築。
- 1889年（明治22年）4月1日 - 北加積村が発足。
- 1890年（明治23年）- 北加積尋常小学校に改称。
- 1894年（明治27年）- 中塚新に校舎を移転。
- 1907年（明治40年）- 北加積尋常高等小学校に改称。
- 1923年（大正12年）- 中塚（現在地）に校舎を新築する[3]。
- 1924年（大正13年）11月 - 延期されていた校舎落成式を挙行[4]。
- 1941年（昭和16年）- 北加積国民学校に改称。
- 1947年（昭和22年）- 北加積村立北加積小学校に改称。
- 1954年（昭和29年）- 滑川市の市制施行に伴い、滑川市立北加積小学校に改称。
- 1981年（昭和56年）7月 - 新校舎の建設に着手[3]。
- 1982年（昭和57年）9月1日 - 校舎完成[5]。新校舎は鉄筋コンクリート3階建て延床面積3,191m2で、日本初の『個別温風暖房方式』が採用された[3]。

## 通学区域
柳原1区、2区、野町、栃山、金屋、二塚、四屋新、杉本、法花寺、中新、中塚、稲泉、稲泉新、宮窪、宮窪新、七口、横道、大榎、大島新

## 進学先中学校
- 滑川市立早月中学校[6]

## 周辺
- 富山県道3号富山立山魚津線